# Dushko Vetmo
Dushko Vetmo, egentligen Francesco Solano, född den 14 november 1914, död den 20 mars 1999, var en arberesjisk (albansk) författare.

## Verk
- Burbuqe të egra – 1946
- Te praku – 1977
- Bijtë e Dodonës
- E po hëna
- Shkretëtira prej gurit
- Dhaskal Mitri
- Tregimet e lëmit – 1998

## Källhänvisningar
1. ↑  Historical Dictionary of Albania, Robert Elsie, 2010, sid. 424